# Assassin's Creed: Unity
Assassin's Creed Unity (укр. Кредо Асасина: Єдність) — відеогра жанру пригодницького бойовика із серії Assassin's Creed, розроблена компанією Ubisoft для платформ PC, PlayStation 4 та Xbox One і видана 2014 року.
Дія гри розгортається в Парижі кінця XVIII століття. Арно Доріан, несправедливо звинувачений у вбивстві магістра тамплієрів, стає на бік асасинів, щоб з'ясувати правду. Тим часом між асасинами й тамплієрами укладено формальне перемир'я, проте Арно натрапляє на слід змови в їхніх лавах, що загрожує всій Франції.
Ubisoft використовує як основну сюжетну лінію події Французької революції (1789—1799), коли Франція перейшла від монархії до республіки. Основні події розгорталися протягом 5 років, починаючи з взяття Бастилії і походу на Версаль до страти короля Людовика XVI і Термідоріанського перевороту. Саме в цю епоху станові привілеї були скасовані та вперше були документально закріплені права людини.

## Ігровий процес
Команда розробників дозволила гравцям самим вибрати час і місце дії гри за допомогою голосування. Одним з найпопулярніших варіантів дійсно був Париж XVIII століття. Серед інших варіантів також були запропоновані Вікторіанська Англія, Феодальна Японія, Царська Росія та інші країни й часові рамки.
У грі нова механіка паркуру, що дозволяє безперешкодно переміщуватися по паризьких стінах і будівлях. Були додані новий режим стелсу, система укриттів і техніка маніпуляції натовпом. Також з'явилося дерево навичок, завдяки якому гравець може розвивати свого персонажа, вибираючи при цьому свій стиль гри. З'явилися напрямки розвитку вмінь: стелс, бій, навігація. «Орлиний зір» тепер має три рівні розвитку — «Орлиний пульс» (триває короткий проміжок часу), «Орлине чуття» (працює за тими ж принципами, що і в останніх іграх серії), 3-й рівень дозволяє «відзначати» цікаві об'єкти не тільки для себе, але й для друзів в кооперативному режимі. Персонажа можна налаштовувати на свій смак, вибираючи зброю, капюшони, чоботи і т. д. У грі можна купувати клуби асасинів для отримання ресурсів та інформації, подібно покупкам крамниць і громадських споруд в Assassin's Creed II.
У грі дві основні локації: Париж і Версаль. Версаль розділений на 2 області. Париж — на 7 областей, що значно відрізняються одна від одної. Було додано нові фракції, крім тамплієрів і асассинів: екстремісти й захисники. У грі діє нова система навігації — компас на поясі персонажа, що показує в якому положенні він перебуває (вертикальному або горизонтальному). Також в ігровому просторі показується місце, де герой уникав варти. Більше немає місій з автоматичним програшем. Деталі завдань підлаштовуються під те, що відбувається в грі загалом, і не слідують якійсь лінійній закономірності.
У більшість будівель Парижа можна входити відразу, не чекаючи, коли відбудеться завантаження локації. Видершись на високий будинок, можна бачити і відзначати завдання, не переходячи в режим карти. Сама ж карта представлена в 3D-форматі. Крім того, на карті може бути одночасно 5000 керованих комп'ютером персонажів.
Була повністю переглянута система місій. Замість стандартного набору — бій, стелс, втеча, переслідування — тепер є дві великі категорії завдань — AMM (adaptative mission mechanic) і Black Box. В AMM надається лише інформація про цілі, а шляхи їх досягнення обирає сам гравець. Black Box натомість ставить вимогу знайти єдине найфективніше рішення. Перед вбивством головної цілі запускається не просто діалог, гравець бачить найголовніші події життя цієї цілі, тобто її життя проноситься у нього перед очима.

## Сюжет

### Дія
«Абстерґо» випускає портативний пристрій «Спіраль», що дозволяє всім охочим переглядати пам'ять предків, зашифровану в їхній ДНК. Гравець виступає в ролі користувача «Спіралі».
Історія починається з розграбування паризької фортеці Тампль в 1307 році. Великого магістра тамплієрів Жака де Моле захоплюють асасини, підробивши наказ короля. Готуючись до бою, Жак доручає іншому тамплієру Едемський меч і книгу, які той ховає у склепі, а слідом гине від руки асасина. Жака страчують, спаливши на вогнищі, той проклинає короля Філіпа IV і папу Климента V.
У сучасності асасинка під кодовим іменем Єпископ зламує «Спіраль» і звертається до гравця, кажучи, що «Спіраль» призначена для втілення планів тамплієрів на світове панування. Вона пропонує переглянути запис спогадів його предка та вирішити — працювати на асасинів чи служити тамплієрам.
У Версалі 1776 року малий Арно Доріан, син французького дворянина, зустрічає Елізу де ла Сер, дочку великого магістра тамплієрів. Поки вони балакають, батька Арно хтось убиває (убивцею був Шей Кормак, герой попередньої гри). Хлопчика приймає на виховання великий магістр ордена Франсуа. Арно росте та стає вільнодумним здібним до різних наук чоловіком, хоча й часом безрозсудним. Так, він програє батьковий годинник у карти і потім силоміць його забирає. Потім історія переноситься вперед на 13 років, коли Еліза вступає до ордена тамплієрів в 1789 році. Арно отримує листа, який повинен доставити магістру, але спершу вирушає до Елізи, а листа підсовує під двері кабінету Франсуа. Однак потім виявляється, що магістра тим часом було вбито. Жандармерія звинувачує в цьому Арно та запроторює до Бастилії. Після смерті Франсуа між асасинами й тамплієрами укладається перемир'я.
У в'язниці співкамерник П'єр Беллек краде у Арно батьків годинник і між ними зав'язується бійка. Вражений умінням Арно, П'єра навчає його «орлиному зору» та пропонує вступити до ордена асасинів. Вони готуються до втечі і коли починається штурм Бастилії, вибираються з фортеці й прямують до маєтку Франсуа. Там Арно зустрічає Елізу, котра вірить, що Арно — це вбивця її батька. Вона показує листа, в якому говориться, що в ордені був зрадник. Не маючи доказів своєї невинності, Арно покидає маєток.
Якось, оглядаючи місто, Арно впізнає знак, який раніше бачив на медальйоні П'єра, та завдяки цьому знаходить сховок асасинів. Там на нього чекає П'єр, який знайомить з магістром графом Оноре Мірабо, а також іншими асасинами — Гійомом Бейл'є, Ерве Кемаром й Софі Трене. Асасини приймають його до ордена й дають перше завдання — захистити борчиню за права бідних Теруань де Мерикур під час Жіночого маршу.
У 1791 Арно отримує від асасинів салон, де раніше збиралися можновладці. Арно відновлює салон і перетворює його на місце збору інформації. Він розправляється з бандою «Апостольських діянь», яка викрадала людей, і рятує Марі-Жанну Роуз Берте — кравчиню Марії-Антуанетти. Асасин Ерве Кемар показує Арно обладунки свого давнього попередника Тома де Корнейона, та обіцяє віддати їх Арно, якщо той зуміє розгадати ключ до пророцтв Нострадамуса. Потім Арно допомагає начальнику поліції Шарлю Кошону де Лаппарену, і зустрічає Ежена Франсуа Відока, який пропонує Арно розкривати злочини і потім допомагає йому, надаючи цінну інформацію.
Арно приєднується до П'єра Беллека, щоб вистежити Арпінона — шантажиста, який працює на тамплієрів. У супроводі Арпінона Арно впізнає вбивцю Франсуа, Шарля Габріеля Сівера, котрого бачив у видінні під час посвяти в асасини. Арно довго добивається дозволу на вбивство Севера і врешті отримує його. Він вислідковує Шарля в Нотр-Дам де Парі, де вбиває його спільника Дюшеню та видає себе за нього. Під час розмови Арно бачить видіння, з якого дізнається, що в Шарля був напарник — Алоїс ла Туш, який і виконав убивство. Арно розповідає про це асасинам і ті доручають убити Алоїса.
Під час виконання завдання Арно перестріває маркіз де Сад і радить не вбивати Алоїса одразу, а знайти його керівника. Від Алоїса Арно дізнається про анонімного «короля злидарів», який і замовив убивство Франсуа. Арно знаходить і вбиває зловмисника, а де Сад стає новим «королем злидарів» аби втілювати свої вільнодумні замисли. В видінні, однак, Арно помічає деталь — Франсуа було вбито отруєною шпилькою. Забравши цю шпильку, він показує її ювеліру та розкриває, що шпильку виготовив Франсуа-Тома Жермен. Ювелір зізнається, що виготовити шпильку його змусив тамплієр Крет'єн Лафрен'єр.
Пробравшись в лігво Крет'єна, Арно розуміє, що той прагнув знищити розкольників у лавах тамплієрів, і готує напад на маєток Бов'є, де збираються вцілілі розкольники. Магістр асасинів сварить Арно за самоуправство, але все ж дозволяє йому розвідати що діється серед тамплієрів. Арно вдається підслухати як тамплієри готуються зібрати з допомогою Елізи бійців і вбити Крет'єна, захопивши таким чином владу в ордені. Він не дає планам розкольників здійснитися та просить Елізу тікати з ним. Арно запевняє Елізу, що асасини допоможуть покарати вбивць її батька. Самі асасини виступають проти, лише магістр Оноре Мірабо вважає, що Еліза буде корисна.
Невдовзі Оноре хтось убиває і все виглядає так, ніби це зробила Еліза. Поруч Арно знаходить отруєну шпильку. Шукаючи джерело отрути, Арно вислідковує аптекаря, що скоро має зустрітися для передачі якомусь асасину наступної порції. Вбивцею виявляється П'єр Беллек, який пояснює, що перемир'я між асасинами й тамплієрами — це на його погляд зрада. В ході тривалого двобою Арно вбиває П'єра.
У 1792 році тамплієри підбурюють бідняків до бунту для розбурхання Французької революції. Арно розслідує, що тамплієри планують вбити короля Франції, Людовіка XVI. Він убиває купчиху Марі Лівек, яка займалася спекуляціями зерном, і тікає разом з Елізою від переслідування, застрибнувши на повітряну кулю. Згодом від де Сада він дізнається про причетність Луї Мішеля Лепелетьє до дискредитації короля. Арно вбиває Луї, але рішення про страту короля вже прийняте — вона повинна відбутися вже наступного дня. Новий магістр тамплієрів Франсуа-Тома Жермен після старти Людовіка XVI наказує убити Арно.
Орден асасинів розцінює Арно як перешкоду, та приймає рішення вигнати його. Арно переховується в занедбаному тепер маєтку Франсуа. Біля зруйнованого Версалю його знаходить Еліза та просить зупинити Франсуа-Тому Жермена, під командуванням якого революція перетворилася на свавілля, де гинуть невинні. Стратами розпоряджається Алоїс ла Туш, Арно видає себе за засудженого до смерті, щоб опинитися біля Алоїса, та вбиває його. Жирондисти набираються сміливості та виступають проти масових страт. Тоді Максиміліан Робесп'єр наказує заарештувати жирондистів. Арно попереджає їх про облаву й допомагає втекти, після чого знищує генерала Маркура, котрий тренував солдатів для продовження революції. Пізніше Арно бачить скрутне становище асасинів і звільняє декількох з полону тамплієрів. Далі він намагається врятувати Жоржа Дантона від страти, звинуваченого Робесп'єром у зраді, але той лише просить забрати його листи. Арно викрадає ці листи з маєтку Робесп'єра, а далі рятує останки Оноре Мірабо, коли натовп намагається розграбувати його склеп. Арно знову об'єднується з Асасинами та Елізою, маючи намір убити Робесп'єра та покласти край його тиранії. Арно підкладає депутатам народних зборів листи Жоржа Дантона, що спонукає їх засудити Робесп'єра. Але Франсуа-Тома Жермен лишається при владі, тож Арно з Елізою поспішають допитати Робесп'єра про його місцезнаходження. Еліза стріляє в Робесп'єра, той зізнається, що їхня ціль у замку Тампль, після чого Робесп'єра заарештовують і пізніше страчують.
Арно проникає в Тампль, де бачить, що Франсуа-Тома Жермен дістав Едемський меч. Ця зброя наділяє власника величезною силою, однак поступово поглинає його життя. Завдяки мечу Франсуа-Тома Жермен тікає з замку, обіцяючи наостанок, що новий світовий порядок, початий революцією, не спинити. Арно з Елізою кидаються навздогін, під час бою Жермен невміло користується мечем і випадково вбиває Елізу, а сам опиняється при смерті. Жермен пояснює, що він — Мудрець, реінкарнація вченого цивілізації ісу, який прагнув реформувати орден тамплієрів задля майбутнього порятунку людства. Жермен помирає, Арно забирає зламаний Едемський меч і виносить тіло Елізи з замку.
Пізніше він спостерігає за відбудовою Парижа і забирає скелет Жермена, який ховає в паризьких катакомбах серед безлічі інших кісток. У сучасності Єпископ перехоплює ці відомості, рада, що завдяки Арно ДНК Мудреця не зможе знайти «Абстерґо».

### Персонажі
- Арно Віктор Доріан — молодий французький асасин, головний герой гри, син дворянина, вбитого Шеєм Кормаком.
- Еліза де ла Серр — тамплієрка, кохана Арно Доріана. Убита наприкінці гри Жерменом.
- Людовик XVI — король Франції. Страчений.
- Наполеон Бонапарт — французький генерал. Зрадив Арно і був заарештований в доповненні «Полеглі королі».
- Максиміліан Робесп'єр — тамплієр, французький революціонер, член Якобінського клубу.
- Оноре Мірабо — асасин, граф, діяч Великої французької революції. Отруєний П'єром Беллеком.
- Маркіз де Сад — французький аристократ, письменник і філософ.
- Томас Пейн — англо-американський письменник і філософ, який проживає у Франції.
- Франсуа де ла Серр — великий магістр французьких тамплієрів кінця XVIII століття. Він батько Елізи де ла Серр. Після смерті батька Арно, взяв його собі на виховання. Вбито тамплієрами в ході змови.
- П'єр Беллек — колишній французький солдат, магістр асасинів. Учитель Арно Доріана. Вбито Арно.
- Шарль Доріан — асасин, батько Арно, убитий Шеєм Кормаком, головним героєм Assassin's Creed: Rogue.
- Франсуа-Тома Жермен — французький ювелір, а також Великий магістр французького ордена тамплієрів. «Мудрець», є реінкарнацією останнього Великого магістра тамплієрів і так само попереднього «Мудреця» — Жака де Моле. Лідер тамплієрів-змовників. Вбитий Арно.
- «Король Жебраків» — французький тамплієр. Саме він убив прийомного батька Арно. Вбитий Арно.
- Алоїс ла Туш — французький тамплієр. Вбитий Арно.
- Дюшено — французький тамплієр. Вбитий Арно.
- Шарль Габріель Сівер — французький тамплієр. Вбитий Арно.
- Жак де Моле — 23-й і останній Великий магістр ордена тамплієрів у Франції. За наказом короля Франції Філіпа IV був спалений на багатті інквізиції.
- Луї Мішель Лепелетье — тамплієр. Вбитий Арно.
- Жан-Батист Жюль Бернадот (згодом Карл XIV Юган) — маршал Франції, а також союзник асасина Арно Доріана і Наполеона Бонапарта під час французької революції.
- Тома-Олександр Дюма Даві де Ла Пайетрі — генерал від кавалерії французької армії, а також союзник асасинів.
- Жорж Жак Дантон — французький революціонер, один з батьків-засновників Першої французької республіки, співголова клубу кордельєрів, міністр юстиції часів Французької революції, перший голова Комітету громадського порятунку.

## Варіанти видання
На виставці Е3 2014 були опубліковані варіанти видань гри.
| Гра                                     | Так | Так | Так | Так | Так |
| Колекційна коробка                      | Ні  | Ні  | Ні  | Так | Так |
| Сталевий кейс                           | Ні  | Ні  | Так | Так | Так |
| Дерев'яна музична скринька              | Ні  | Ні  | Ні  | Ні  | Так |
| Фігурка Арно (39,5 см.)                 | Ні  | Ні  | Ні  | Так | Ні  |
| Фігурка Арно (41 см.)                   | Ні  | Ні  | Ні  | Ні  | Так |
| Офіційний саундтрек                     | Ні  | Ні  | Так | Так | Так |
| 2 літографії в конверті                 | Ні  | Ні  | Так | Так | Так |
| Картина на полотні в рамці              | Ні  | Ні  | Ні  | Ні  | Так |
| Високоякісний артбук                    | Ні  | Ні  | Так | Так | Так |
| Секретна карта світу Парижу             | Ні  | Ні  | Ні  | Ні  | Так |
| Колода гральних карт                    | Ні  | Ні  | Ні  | Ні  | Так |
| Ігрові бонуси                           |     |     |     |     |     |
| Додаткова місія "Хімічна революція"     | Ні  | Так | Так | Так | Так |
| Додаткова місія "Американський в'язень" | Ні  | Ні  | Так | Так | Так |
| Набір "Прусський солдат"                | Ні  | Ні  | Ні  | Ні  | Так |
| Набір "Мушкетер"                        | Ні  | Ні  | Ні  | Ні  | Так |
| Набір "Стрілець"                        | Ні  | Ні  | Ні  | Ні  | Так |
| Набір "Королівський арсенал"            | Ні  | Ні  | Ні  | Ні  | Так |

## Сюжетні доповнення
Полеглі королі (англ. Dead Kings) — завантажуване доповнення, видане 13 січня 2015 року. Дія цієї кампанії розгортається після основних подій Unity. З доповненням в грі з'явилися нові завдання, спорядження та навички.
За сюжетом, Арно отримує листа від маркіза де Сада. Той обіцяє допомогти імігрувати в Єгипет в обмін на манускрипт Ніколя де Кондорсе, захований у могилі Людовіка IX.
Під час своїх пошуків Арно стикається з групою грабіжників на чолі з капітаном Філіпом Роузом, підлеглим Наполеона Бонапарта, який також шукає манускрипт. Та виявляється, що документ тим часом викрав хлопчик-злодій Леон, якого в свою чергу захоплюють грабіжники. Арно рятує Леона і забирає манускрипт, проте зловмисники вже прочитали його. Хлопчик просить Арно допомогти завадити подальшим планам Філіпа. Повагавшись, Арно погоджується.
Виявивши з допомогою манускрипта місце розташування храму ісу та діставши ключ в одного з офіцерів Наполеона, Арно проникає в храм, випередивши Філіпа. Вбивши там Філіпа, він добуває артефакт, сферу, з допомогою якої тікає з храму, долаючи злочинців. Згодом він зустрічається з де Садом у таверні та віддає манускрипт. Арно вирішує залишитися у Франції і зв'язується з орденом асасинів, щоб замість себе доставити в Єгипет сферу, де її не знайде Наполеон.
Для гри 20 січня 2015 року також було випущено три одиночні місії:
- Хімічна революція (англ. Chemical Revolution) — Антуан Лоран Лавуазьє, батько сучасної хімії, зумів створити особливу формулу для отруйних бомб. Але її викрадають невідомі і Арно допомагає вченому не допустити, щоб його винахід нашкодив невинним людям. Гравці, котрі оформили попереднє замовлення гри, отримали цю місію безкоштовно.

- Американський в'язень (англ. American Prisoner) — Томас Пейн, який свого часу пройшов Війну за незалежність США, жив у Франції більшу частину 90-х років XVIII століття і був глибоко залучений у Велику Французьку революцію. Званий деякими ворогом нації, він перебуває під арештом у паризькому «Готелі Паріткулер». Арно отримує завдання знайти памфлет «Права людини», схований Томасом, і використати його для боротьби проти тамплієрів.
- Убитий наукою (англ. Killed by Science) — Французька академія наук прагне вдосконалити виготовлення пороху для потреб Революційної армії. Біля лабораторії хіміка Гаспарда Монджа в цей час знаходять труп якогось чоловіка. Арно береться розслідувати хто це був і чому вбито його, а не Гаспарда.

## Побічна гра
Assassin's Creed Chronicles: China — екшен-платформер, виданий 21 квітня 2015 року, дія якої розгортається в Китаї XVI століття. Головною героїнею є дівчина на ім'я Сяо Дзюн, що дебютувала в короткометражному мультфільмі «Assassin's Creed Embers». За сюжетом, дівчина повертається в Пекін після навчання у Еціо Аудиторе, і починає мстити тим, хто знищив весь пекінський орден асасинів. Гру розробляла студія Climax Studios, відома за екшеном Bloodforge і PC-версією Castlevania: Lords of Shadow.

## Саундтрек
Композитори, які брали участь у написанні саундтрека для попередніх частин не були запрошені. А композиторів за всю серію було три: Єспер Кюд, Лорн Белф, Брайан Тайлер. Над цією грою працювали два композитора: Кріс Тілтон і Сара Шагнер.
| Track listing | Track listing                 | Track listing |
| #             | Назва                         | Тривалість    |
| ------------- | ----------------------------- | ------------- |
| 1.            | «Unity»                       | 3:58          |
| 2.            | «On Father's Watch»           | 3:56          |
| 3.            | «Chase by Chase Basis»        | 2:28          |
| 4.            | «Breach Party»                | 2:25          |
| 5.            | «Versailles for Sore Eyes»    | 2:50          |
| 6.            | «The Hard Cell»               | 1:29          |
| 7.            | «A Leap of Faith»             | 3:07          |
| 8.            | «Welcome to the Brotherhood»  | 0:45          |
| 9.            | «Church and Destroy»          | 2:28          |
| 10.           | «A Sneaking Sense of Liberty» | 2:51          |
| 11.           | «Waltz des Thunes»            | 1:11          |
| 12.           | «A Mystery of Violence»       | 2:46          |
| 13.           | «To Your Stealth»             | 2:47          |
| 14.           | «Off with Their Heads»        | 1:36          |
| 15.           | «Follow My Lead»              | 2:05          |
| 16.           | «Just Jabbin»                 | 2:38          |
| 17.           | «Put Your Mind at Elise»      | 1:58          |
| 18.           | «Innocent or Guillotine»      | 2:03          |
| 19.           | «A Clash of Assassins»        | 3:51          |
| 20.           | «Belle of the Balloon»        | 5:01          |
| 21.           | «Monarch Enemy»               | 3:56          |
| 22.           | «The Attainted One»           | 1:55          |
| 23.           | «The Bottle of Solitude»      | 3:52          |
| 24.           | «Arno's Return»               | 1:41          |
| 25.           | «The Frame Game»              | 1:47          |
| 26.           | «Battle Royale»               | 1:38          |
| 27.           | «The Final Target»            | 3:25          |
| 28.           | «Ou La Mort»                  | 3:23          |
| 29.           | «Nothing Is True»             | 1:39          |
| 30.           | «Origins of a Revolution»     | 1:42          |

| Track listing | Track listing                                  | Track listing |
| #             | Назва                                          | Тривалість    |
| ------------- | ---------------------------------------------- | ------------- |
| 1.            | «Rather Death Than Slavery»                    | 2:15          |
| 2.            | «Chandeliers and Carnage»                      | 4:00          |
| 3.            | «Binding Loyalties»                            | 1:59          |
| 4.            | «Dark Slayer»                                  | 5:10          |
| 5.            | «Danton's Sacrifice»                           | 2:19          |
| 6.            | «Books of Grievances»                          | 3:00          |
| 7.            | «Treachery and Butchers»                       | 3:22          |
| 8.            | «Storming the Guilty»                          | 4:01          |
| 9.            | «A Seditious Act»                              | 2:35          |
| 10.           | «Ballroom Fight (Invention No. 13 In D Minor)» | 2:14          |
| 11.           | «Legerdemain»                                  | 2:28          |
| 12.           | «Spies, Taxes, and the Third Estate»           | 1:30          |
| 13.           | «Inflame or Enlighten»                         | 3:19          |
| 14.           | «The Committee of One»                         | 3:38          |
| 15.           | «What It Has Always Been»                      | 2:46          |
| 16.           | «The First Transformation»                     | 3:46          |
| 17.           | «The Mob Accuses»                              | 2:30          |
| 18.           | «Assassin's Swagger»                           | 1:41          |
| 19.           | «Right Wing Element»                           | 1:20          |
| 20.           | «The Nation, the Law, and the King»            | 2:24          |
| 21.           | «Execution By All Means»                       | 1:49          |

## Розробка
Вперше про гру стало відомо 19 березня 2014 року, коли на розважальному порталі Kotaku були викладені кілька скріншотів з ранньої версії гри. 21 березня 2014 Ubisoft випустили тизер, який офіційно підтвердив розробку гри.
10 червня 2014 на прес-конференції Ubisoft в рамках виставки E3 2014 був представлений перший кінематографічний трейлер Assassin's creed: Unity. Саундтреком даного трейлера стала Lorde — Everybody Wants To Rule the World. Також на E3 був показаний геймплейний трейлер, що демонстрував кооперативний режим гри на 4 людини.
23 жовтня 2014 компанія Ubisoft опублікувала офіційні системні вимоги гри.

## Оцінки й відгуки
| Агрегатор    | Оцінка                                   |
| ------------ | ---------------------------------------- |
| GameRankings | (PC) 73.33% (XONE) 70,18 % (PS4) 68,11 % |
| Metacritic   | (XONE) 72/100 (PC) 70/100 (PS4) 70/100   |

| Видання                                  | Оцінка |
| ---------------------------------------- | ------ |
| Destructoid                              | 7/10   |
| Eurogamer                                | 7/10   |
| Game Informer                            | 8/10   |
| GameSpot                                 | 7/10   |
| GamesRadar+                              | [ 14 ] |
| GameTrailers                             | 8/10   |
| Giant Bomb                               | [ 16 ] |
| IGN                                      | 7.8/10 |
| Joystiq                                  | [ 18 ] |
| Official Xbox Magazine (Велика Британія) | 8/10   |
| PC Gamer (США)                           | 65/100 |
| Polygon                                  | 6.5/10 |
| VideoGamer.com                           | 8/10   |

Assassin's Creed Unity отримала змішані відгуки. На агрегаторах GameRankings та Metacritic вона отримала для Windows-версії середню оцінку 73,33 % і 70/100 відповідно, для версії Xbox One — 70,18 % та 72/100, і для PlayStation 4 — 68,11 % та 70/100.
Автор рецензії від GameSpot визнав, що гра вражаюче виглядає, однак сюжетна лінія в ній нудна і невиразна. Вона повністю позбавлена видовищності, притаманної Assassin's Creed, через що проходити її нецікаво.
Журналіст Kotaku теж написав про це, але куди більше його обурили численні баґи і постійні «гальмування», через які гра відтворюється з частотою 20 кадрів на секунду, лише періодично досягаючи позначки в 30 кадрів на секунду.
Колектив Game Informer зазначив довгі завантаження, повторювані нагадування про управління і часті «підвисання», але пробачив ці недоліки через величезний відкритий світ, повний цікавих розваг.
Дописувач IGN був згоден з колегами, але повідомляв також про незручне керування і нудного головного героя, через якого стежити за сюжетною лінією немає ніякого бажання.